# Wien Universitet
48°12′47″N 16°21′35″Ø / 48.21306°N 16.35972°Ø
Wien Universitet (tysk: Universität Wien) er et offentligt universitet i Wien, Østrig. Idet, det åbnede i 1365, er det et af de ældste universiteter i Europa. Selvom skolen, ifølge østrigsk tradition, ikke længere fuldt ud kvalificerer sig som universitet, udbyder det stadig mere end 130 kurser og mere end 90.000 studerende er immatrikulerede. Dets uofficielle navn blandt mange østrigske borgere er Haupt-Uni (dansk: Hoved-uni).

## Historie
Universitetet blev grundlagt den 12. marts 1365 af hertug Rudolf IV og hans brødre Albrecht III og Leopold III. Efter Karlsuniversitetet i Prag er Wien Universitet det andet ældste universitet i Centraleuropa og det ældste i den tysktalende verden.
I 1365 lavede Rudolf IV et dokument, som bad om lov til at oprette et universitet, hvorpå der kunne opnås en doktorgrad, efter modellen fra Paris' Universitet. Desværre ville pave Urban 5. ikke godkende dette skrift, specielt med henblik på teologiafdelingen, formodentligt grundet pres fra Karl 4. som ønskede at undgå konkurrence til Karlsuniversitet. Tilsagn blev dog givet af paven i 1384 og Wien Universitet kunne åbne den første bygning i 1385.
Den nuværende hovedbygning på Ringstraße blev bygget mellem 1877 og 1884 af Heinrich von Ferstel. Den tidligere hovedbygning var beliggende tæt på Stubentor på Iganz Seipels Plads – nuværende hjemsted for den gamle universitetskirke (Universitätskirche) og det Østrigske Akademi for Videnskab (Österreichische Akademie der Wissenschaften).

### Kvinder
Kvinder blev fuldbyrdige studerende fra 1897, selvom deres studier var begrænset til filosofi. De resterende afdelinger fulgte gradvist efter med det samme tiltag, selvom der i visse afdelinger var en mærkbar forsinkelse: medicin i 1900, jura i 1919, protestantisk teologi i 1923 og endelig katolsk teologi i 1946. Otte år efter indskrivelsen af den første kvindelige studerende blev Elise Richter den første kvinde til at modtage habilitation (graden efter doktorgrad) og blev professor i romanske sprog i 1905. Hun var således også den første kvindelige professor.

## Kendte personer
En række professorer fra Wien Universitet har modtaget Nobelprisen. Dette gælder Robert Bárány (medicin 1913), Julius Wagner-Jauregg (medicin 1927), Hans Fischer (kemi 1930), Karl Landsteiner (medicin 1930), Erwin Schrödinger (fysik 1933), Victor Franz Hess (fysik 1936), Otto Loewi (medicin 1936), Konrad Lorenz (medicin 1973) og Friedrich August von Hayek (økonomi 1974).